# Palau Episcopal de Solsona
El Palau Episcopal de Solsona, adossat a la catedral, és un edifici de finals del segle xviii d'estil neoclàssic a la capital del Solsonès. Està declarat bé cultural d'interès nacional.

## Descripció
La construcció del nou palau, promoguda pel bisbe Rafael Lasala, s'inicià el 26 d'agost de 1776 sota la direcció de l'arquitecte Francesc Ponç, i es trobava pràcticament enllestida el 1792.

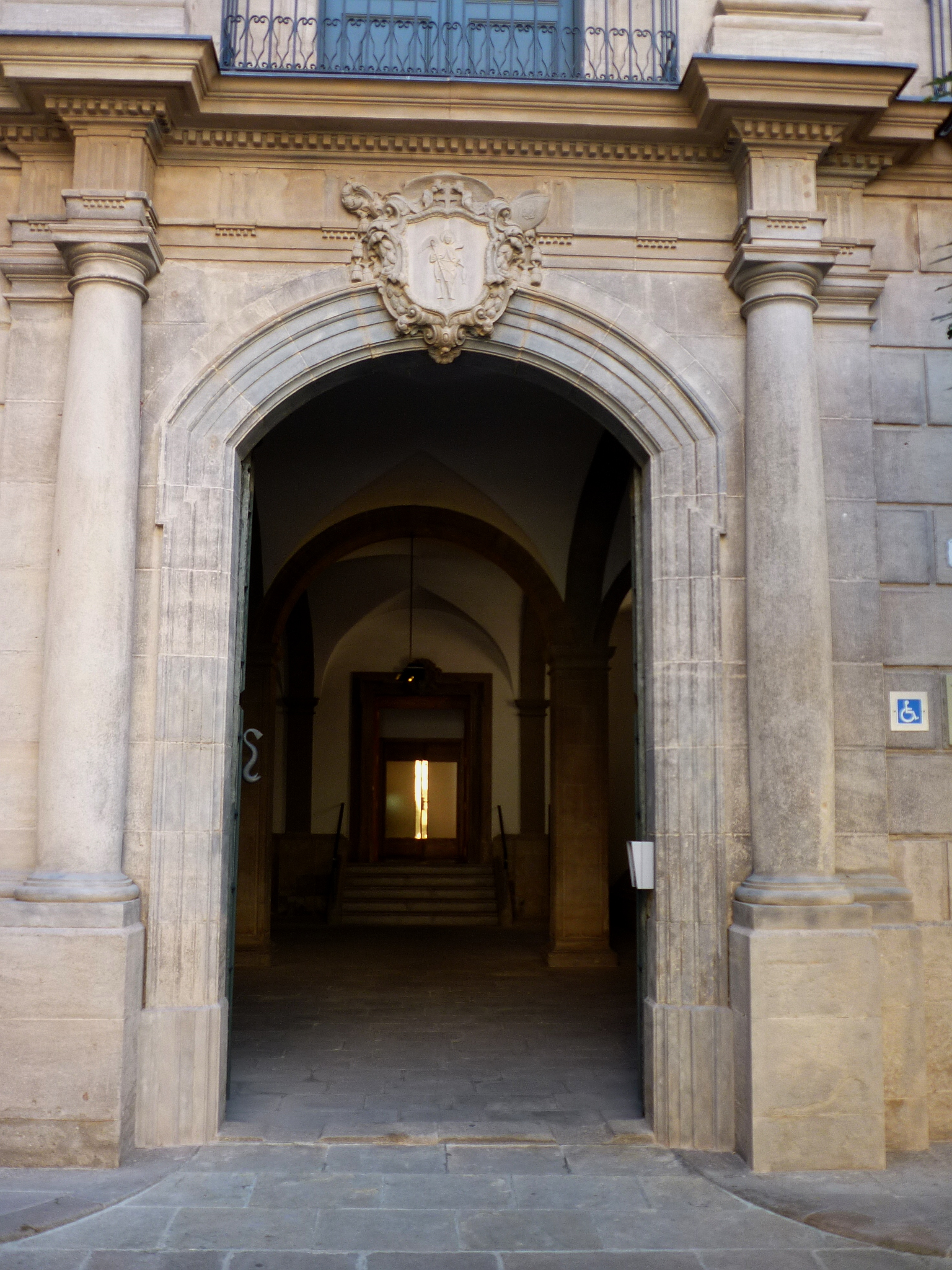
Portada

És un edifici de tres plantes i baixos, construït en pedra. La façana de migdia, que fou acabada el 1779, és formada per tres cossos separats per pilastres, amb nou balcons per planta, el cos central és rematat per una balconada resseguida per una cornisa de línies corbes. La façana principal, que dona a la plaça, és formada per un basament en el qual s'obren dues portes laterals, flanquejades per columnes toscanes. Els dos pisos superiors estan dividits en cinc cossos per quatre falses pilastres amb capitell compost, que sostenen un entaulament de balustrada i frontó partit. Hom ha subrallat la manca d'articulació entre els elements estructurals de la façana, especialment del basament, que no sembla correspondre's a la importància atorgada al cos superior. Amb tot, és un bell exponent de les noves tendències academistes (paleses en edificacions com els palaus Moja i Marc de Barcelona, o en els palaus episcopals de Barcelona i Tarragona), bé que amb la presència d'algunes reminiscències barroques. De la construcció del segle xviii cal esmentar també el vestíbul i l'escala noble, mentre que la resta de dependències han estat alterades amb posterioritat. A les plantes superiors de l'edifici s'hi troba el Museu Diocesà i Comarcal de Solsona.
Baixos del Palau Episcopal: L'actual Palau episcopal està construït sobre l'antic monestir de Santa Maria. La part inferior és del segle xii. El cos principal és una construcció rectangular i la planta inferior, a nivell dels cellers, és una gran quadra de volta lleugerament apuntada, on hi havia un pou i una tina, així com tres grans espitlleres. El portal d'entrada és de mig punt i les dovelles són de mides mitjanes.

## Notícies històriques
Quan el 1593 es constituí la diòcesi de Solsona, les antigues dependències de la canònica de Santa Maria es convertiren en la residència del bisbe. El vell edifici monàstic perdurà fins al 1776, en què es començà a construir l'edifici actual, el qual integra alguns espais de la construcció anterior, com el refectori amb volta apuntada, actualment capella dels sants Màrtirs, de finals del segle xii. L'antic monestir de Santa Maria fou construït al segle xii, i el seu cos principal tenia caràcter de fortalesa rectangular. A finals del segle xii, Bernat de Pampa va construir el celler i el refetor, avui capella dels Sants Màrtirs. Es construí un tercer pis, amb enteixinat sostingut per arcs apuntats. La sala era més ampla i més llarga que el refetor, puix les parets anaven disminuint de gruix a cada planta. Aquesta fou la sala dels pabordes, abats i bisbes, que en fer el palau es convertí, en part, en saló del tron. Altres dependències annexes a aquest cos eren les cel·les, el dormitori, l'estudi, la cuina, etc. a l'espai ocupat per aquestes dependències s'hi edificaren el vestíbul de la Catedral, el Museu, el sobre claustre i part del Palau actual.

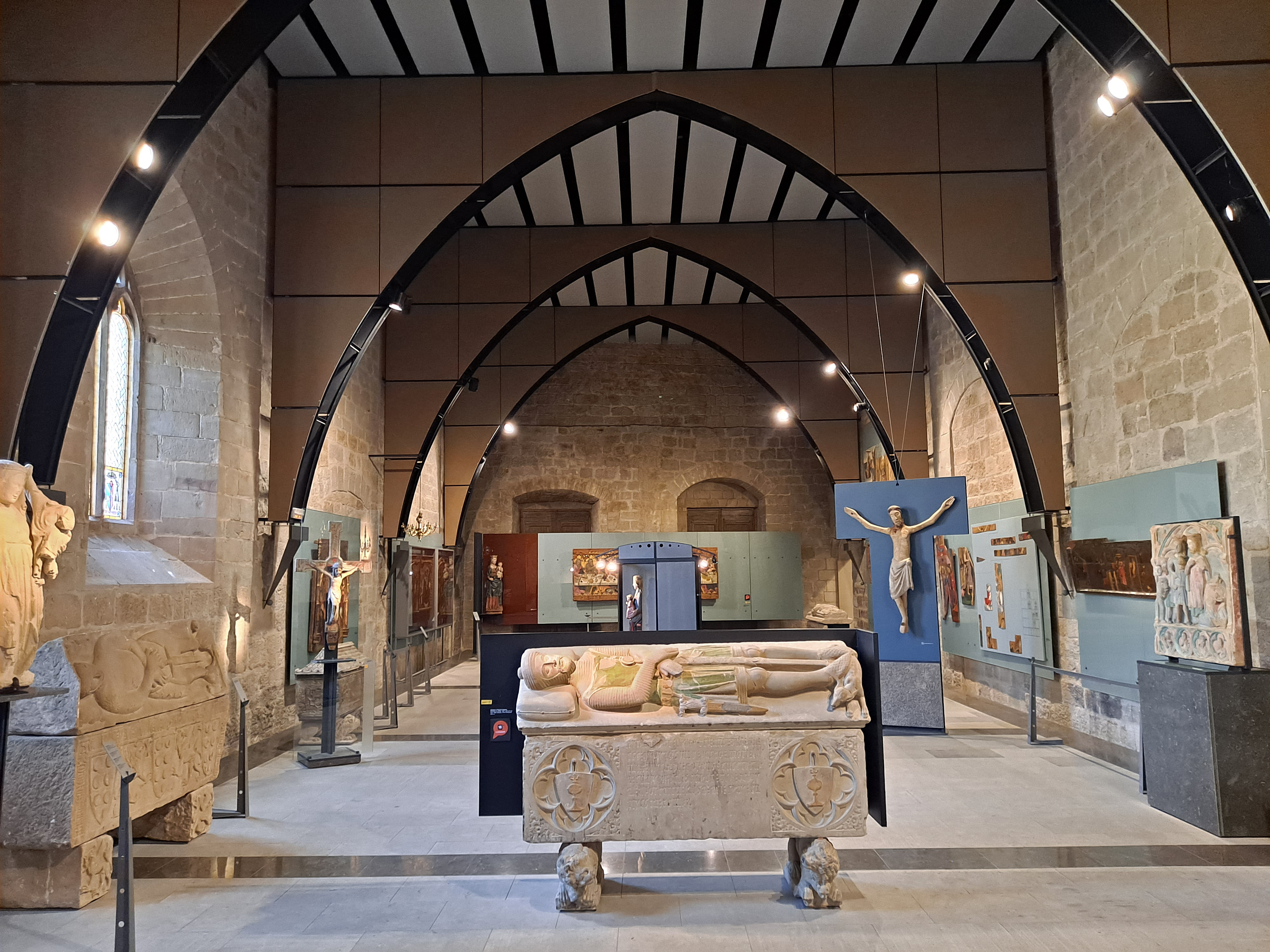
Sala d'art gòtic del Museu Diocesà i Comarcal de Solsona instal·lat al Palau Episcopal

Dins del Palau Episcopal, a les plantes superiors, es pot visitar el Museu Diocesà i Comarcal, que guarda obres d'art i testimonis arqueològics procedents de les esglésies de la diòcesi de Solsona i d'altres llocs del Solsonès dels períodes que van des del Neolític fins al barroc. Conté importants peces del romànic, com les pintures de Sant Quirze de Pedret, el retaule de Sant Jaume de Frontanyà, una columna amb figures adossades, procedent del claustre romànic i únic a Catalunya de la catedral de Solsona, els laterals de l'altar de Sagàs, així com importants mostres del gòtic i del renaixement i el barroc.